# Campeonato Sudamericano 1925/Spiele
Diese Seite ist eine Unterseite zum Artikel Campeonato Sudamericano 1925, der über dieses Turnier für Fußballnationalmannschaften Südamerikas informiert.
| Pl. | Land        | Sp. | S | U | N | Tore    | Diff. | Punkte |
| --- | ----------- | --- | - | - | - | ------- | ----- | ------ |
| 1.  | Argentinien | 4   | 3 | 1 | 0 | 011:400 | +7    | 07:10  |
| 2.  | Brasilien   | 4   | 2 | 1 | 1 | 011:900 | +2    | 05:30  |
| 3.  | Paraguay    | 4   | 0 | 0 | 4 | 004:130 | −9    | 0:80   |

## Argentinien – Paraguay 2:0 (1:0)
| Argentinien                                                 | Argentinien | Paraguay | Paraguay |
| ----------------------------------------------------------- | --- | --- | -------- |
| Argentinien                                                 | \| 29. November 1925 in Buenos Aires (Estadio de Boca Juniors) \| \| Zuschauer: 18.000 \| \| Schiedsrichter: Ricardo Vallarino ( Uruguay) \| | \| 29. November 1925 in Buenos Aires (Estadio de Boca Juniors) \| \| Zuschauer: 18.000 \| \| Schiedsrichter: Ricardo Vallarino ( Uruguay) \| | Paraguay |
| Argentinien                                                 | Tesoriere – Bidoglio, Muttis – Médici, Vaccaro, Fortunato – Tarasconi, Sánchez, Irurieta, Seoane, Bianchi                                    | Denis – López de Filippis, Mena-Porta – Díaz, Fleitas-Solich, Alvarez – Brizuela, Molinas, L. Nessi, Rivas, Fretes                           | Paraguay |
| Argentinien                                                 | 1:0 Seoane (2.) 2:0 Sánchez (72.) | | Paraguay |
| 29. November 1925 in Buenos Aires (Estadio de Boca Juniors) | | |          |
| Zuschauer: 18.000                                           | | |          |
| Schiedsrichter: Ricardo Vallarino ( Uruguay)                | | |          |

## Brasilien – Paraguay 5:2 (3:1)
| Brasilien                                            | Brasilien | Paraguay | Paraguay |
| ---------------------------------------------------- | --- | --- | -------- |
| Brasilien                                            | \| 6. Dezember 1925 in Buenos Aires (Sportivo Barracas) \| \| Zuschauer: 12.000 \| \| Schiedsrichter: Gerónimo Rapossi ( Argentinien) \| | \| 6. Dezember 1925 in Buenos Aires (Sportivo Barracas) \| \| Zuschauer: 12.000 \| \| Schiedsrichter: Gerónimo Rapossi ( Argentinien) \| | Paraguay |
| Brasilien                                            | Tuffy – Pennaforte, Clodô – Nascimento, Floriano, Fortes – Filó, Lagarto, Friedenreich, Nilo, Moderato                                   | Denis – López de Filippis, Benítez-Casco – Brizuela, Fleitas-Solich, G.Nessi – Ramírez, Molinas, L. Nessi, Rivas, Fretes                 | Paraguay |
| Brasilien                                            | 1:0 Filó (16.) 2:0 Friedenreich (19.) 3:1 Lagarto (36.) 4:1 Lagarto (54.) 5:2 Nilo (72.)                                                 | 2:1 Rivas (25.) 4:2 Rivas (66.) | Paraguay |
| 6. Dezember 1925 in Buenos Aires (Sportivo Barracas) | | |          |
| Zuschauer: 12.000                                    | | |          |
| Schiedsrichter: Gerónimo Rapossi ( Argentinien)      | | |          |

## Argentinien – Brasilien 4:1 (1:1)
| Argentinien                                           | Argentinien | Brasilien | Brasilien |
| ----------------------------------------------------- | --- | --- | --------- |
| Argentinien                                           | \| 13. Dezember 1925 in Buenos Aires (Sportivo Barracas) \| \| Zuschauer: 25.000 \| \| Schiedsrichter: Manuel Chaparro ( Paraguay) \| | \| 13. Dezember 1925 in Buenos Aires (Sportivo Barracas) \| \| Zuschauer: 25.000 \| \| Schiedsrichter: Manuel Chaparro ( Paraguay) \| | Brasilien |
| Argentinien                                           | Tesoriere – Bidoglio, Muttis – Médici, Vaccaro, Fortunato – Tarasconi, Sánchez, Garassini, Seoane, Bianchi                            | Tuffy – Hélcio, Clodô – Nascimento, Floriano, Fortes – Filó, Lagarto, Friedenreich, Nilo, Moderato                                    | Brasilien |
| Argentinien                                           | 1:1 Seoane (41.) 2:1 Seoane (48.) 3:1 Gerassini (72.) 4:1 Seoane (74.)                                                                | 0:1 Nilo (22.) | Brasilien |
| 13. Dezember 1925 in Buenos Aires (Sportivo Barracas) | | |           |
| Zuschauer: 25.000                                     | | |           |
| Schiedsrichter: Manuel Chaparro ( Paraguay)           | | |           |

## Brasilien – Paraguay 3:1 (1:0)
| Brasilien                                                   | Brasilien | Paraguay | Paraguay |
| ----------------------------------------------------------- | --- | --- | -------- |
| Brasilien                                                   | \| 17. Dezember 1925 in Buenos Aires (Estadio de Boca Juniors) \| \| Zuschauer: 14.000 \| \| Schiedsrichter: Gerónimo Rapossi ( Argentinien) \| | \| 17. Dezember 1925 in Buenos Aires (Estadio de Boca Juniors) \| \| Zuschauer: 14.000 \| \| Schiedsrichter: Gerónimo Rapossi ( Argentinien) \| | Paraguay |
| Brasilien                                                   | Batalha – Hélcio, Clodô – Nascimento, Floriano, Pamplona – Filó, Lagarto, Friedenreich, Nilo, Moderato                                          | Denis – López de Filippis, Benítez-Casco – Mena-Porta, Fleitas-Solich, Brizuela – Ramírez, Molinas, L. Nessi, Rivas, Fretes                     | Paraguay |
| Brasilien                                                   | 1:0 Nilo (30.) 2:0 Lagarto (57.) 3:1 Lagarto (61.)                                                                                              | 2:1 Fretes (58.) | Paraguay |
| 17. Dezember 1925 in Buenos Aires (Estadio de Boca Juniors) | | |          |
| Zuschauer: 14.000                                           | | |          |
| Schiedsrichter: Gerónimo Rapossi ( Argentinien)             | | |          |

## Argentinien – Paraguay 3:1 (2:1)
| Argentinien                                                  | Argentinien | Paraguay | Paraguay |
| ------------------------------------------------------------ | --- | --- | -------- |
| Argentinien                                                  | \| 20. Dezember 1925 in Buenos Aires (Estadio de Boca Juniors) \| \| Zuschauer: 25.000 \| \| Schiedsrichter: Joaquim Antônio Leite de Castro ( Brasilien) \| | \| 20. Dezember 1925 in Buenos Aires (Estadio de Boca Juniors) \| \| Zuschauer: 25.000 \| \| Schiedsrichter: Joaquim Antônio Leite de Castro ( Brasilien) \| | Paraguay |
| Argentinien                                                  | Tesoriere – Bidoglio, Muttis – Médici, Vaccaro, Fortunato – Tarasconi, Sánchez, Irurieta, Seoane, Bianchi                                                    | Torres – Fretes, Benítez-Casco – G. Nessi, Fleitas-Solich, Brizuela – Casco, Molinas, Ramírez, Rivas, L. Nessi                                               | Paraguay |
| Argentinien                                                  | 1:1 Tarasconi (22.) 2:1 Seoane (32.) 3:1 Irurieta (63.) | 0:1 Fleitas-Solich (15.) | Paraguay |
| 20. Dezember 1925 in Buenos Aires (Estadio de Boca Juniors)  | | |          |
| Zuschauer: 25.000                                            | | |          |
| Schiedsrichter: Joaquim Antônio Leite de Castro ( Brasilien) | | |          |

## Argentinien – Brasilien 2:2 (1:2)
| Argentinien                                           | Argentinien | Brasilien | Brasilien |
| ----------------------------------------------------- | --- | --- | --------- |
| Argentinien                                           | \| 25. Dezember 1925 in Buenos Aires (Sportivo Barracas) \| \| Zuschauer: 18.000 \| \| Schiedsrichter: Manuel Chaparro ( Paraguay) \| | \| 25. Dezember 1925 in Buenos Aires (Sportivo Barracas) \| \| Zuschauer: 18.000 \| \| Schiedsrichter: Manuel Chaparro ( Paraguay) \| | Brasilien |
| Argentinien                                           | Tesoriere – Bidoglio, Muttis – Médici, Vaccaro, Fortunato – Tarasconi, Cerrotti, De Los Santos, Seoane, Bianchi                       | Tuffy – Hélcio, Pennaforte – Nascimento, Rueda, Pamplona – Filó, Lagarto, Friedenreich, Nilo, Moderato                                | Brasilien |
| Argentinien                                           | 1:2 Cerrotti (41.) 2:2 Seoane (55.)                                                                                                   | 0:1 Friedenreich (27.) 0:2 Nilo (30.)                                                                                                 | Brasilien |
| 25. Dezember 1925 in Buenos Aires (Sportivo Barracas) | | |           |
| Zuschauer: 18.000                                     | | |           |
| Schiedsrichter: Manuel Chaparro ( Paraguay)           | | |           |